# يورغن وندغرين
يورغن وندغرين (بالسويدية: Jörgen Lundgren)‏ هو لاعب كرة قدم سويدي في مركز الدفاع، ولد في 22 يوليو 1969. لعب مع نادي مالمو.